# Зольников, Степан Михайлович
Степа́н Миха́йлович Зо́льников (1919—2014) — доктор медицинских наук; участник советско-финской, Великой Отечественной войн, участник Парада Победы (1945), гвардии старшина-миномётчик 188 гвардейского стрелкового полка 63 гвардейской стрелковой дивизии, кавалер пяти медалей «За отвагу».

## Биография
Степан Михайлович Зольников родился 10 ноября 1919 года в деревне Старая Горяша (ныне — в Краснослободском районе Республики Мордовия). Является одним из немногих известных кавалеров пяти медалей «За отвагу».

### Семья
- Отец — Зольников Михаил Никифорович (1870—1948).
- Мать — Зольникова Александра Ивановна (1870—1950).
- Супруга — Зольникова Наталия Илларионовна (1924 г. рожд), доктор медицинских наук.
- Дочь — Зольникова Галина Степановна (1950 г. рожд.), кандидат экономических наук.
- Дочь — Пальцева Ирина Степановна (1956 г. рожд.), кандидат медицинских наук.
- Воевали на различных фронтах и три его родных брата, которые живыми вернулись домой.

### Военная служба
В 1939 году его призвали на действительную службу в Красную Армию. Ему довелось пройти две войны. В 1939—1940 годах он принимал участие в боевых действиях на Карельском перешейке.
Участвовал в штурме «линии Маннергейма». Затем его часть была переброшена на полуостров Ханко (Гангут) в Финском заливе. Здесь и застало начало Великой Отечественной войны миномётчика, рядового Степана Зольникова. Он был в числе тех, кто с 22 июня по 3 декабря 1941 года оборонял военно-морскую базу на Гангуте, защищая блокадный Ленинград.
В сентябре 1942 года в ожесточенном бою на Синявинских высотах командир миномётного расчёта С. М. Зольников был тяжело ранен.
До 15.07.1943 года старший сержант Зольников служил в 269-м стр.полку.
По документам, представленным на сайте «Память народа», награждён орденом Славы 3-й степени (приказ №: 25/н от: 29.02.1944 года по 63 гв. сд Ленинградского фронта) за уничтожение из миномёта ручного пулемёта противника с прислугой; отбитие атак противника, уничтожив при этом до 10 солдат противника из винтовки, и захват немецкой автомашины.
Также награждён 5-ю медалями «За отвагу» :
-приказ 31/н 23.09.1943 года по 188 гв. сп 63 гв. сд Ленинградского фронта — за то, что в бою 17 сентября 1943 года, заменив раненного наводчика миномёта, истребил до полутора десятка гитлеровцев.
По данным сайта «Подвиг народа», 2-й медалью «За отвагу» Зольников Степан Михайлович был награждён 19.01.1944 года (приказ № 03/н), но представлен к ней он был как Зольников Степан Васильевич, 1919 г.р., призванный Краснослободским РВК, Мордовской АССР (видимо, ввиду допущенной ошибки в штабе 188 гв. сп 63 гв. сд ЛенФ)[1].
-приказ 40/н 04.07.1944 года по 188 гв. сп 63 гв. сд Ленинградского фронта — за то, что старшина роты, гвардии сержант Зольников при переправе спас 25 ящиков мин и вовремя обеспечивает роту боепитанием и пищей.
-приказ 34/н 14.07.1944 года по 188 гв. сп 63 гв. КСД Ленинградского фронта — за то, что в бою 11 июня 1944 года заменил раненного командира расчета и при атаке противника огнём из миномёта уничтожил до 20 финских солдат, подавив при этом огонь 3 станковых пулемётов.
-приказ 82/н 30.09.1944 года по 63 гв. сд Ленинградского фронта — за то, что 18 сентября 1944 года гвардии старшина Зольников вместе с двумя подносчиками снарядов уничтожил из личного оружия троих немцев, а оставшихся в живых взял в плен.
Также указом Президиума ВС СССР от 22 декабря 1942 года награждён медалью «За оборону Ленинграда».
Награждён медалью «За победу над Германией»
- Участник советско-финской войны (1939—1940)
- участник Великой Отечественной войны (1941—1945)

### Медицина
После демобилизации поступил во 2-й Московский медицинский институт, который окончил с отличием в 1952 году. Так сбылась фронтовая мечта Степана Михайловича стать врачом-анестезиологом.
С 1957 года работал в Институте грудной хирургии АМН.
Во время Карибского кризиса 1962 года был направлен на Кубу для организации анестезиологической службы. Однажды госпиталь, где в тот момент шла операция, и С. М. Зольников проводил наркоз, подвергся обстрелу диверсионной группы (диверсантов активно поддерживали американцы). Тогда Степан Михайлович получил ранение в руку. Вернувшись в Союз, продолжил практическую и научную деятельность.
С 1973 года и до выхода на пенсию работал заместителем директора ЦНИИ рефлексотерапии Минздрава. С. М. Зольников — создатель уникального прибора, предназначенного для охлаждения головного мозга пациента во время операций на сердце.
В 1985 году награждён орденом Отечественной войны 1-й степени.
Является автором более 200 научных работ, лауреатом двух престижных международных премий.
С. М. Зольников проживал в Москве, являясь научным консультантом НИИ традиционных методов лечения Минздравсоцразвития РФ.

## Награды и звания
- Орден Славы III степени (22.02.1944)[8]
- Орден Отечественной войны I степени (1985)[9][10]
- пять медалей «За отвагу» (по источникам — за бой в 3.09.1942(?)[11], 23.09.1943[12], 04.07.1944[13], 14.07.1944[14], 28.09.1944[15], 09.05.1945[11])
- Медаль «За оборону Ленинграда»
- Медаль "За победу над Германией "
- Имя С. М. Зольникова внесено в энциклопедию «Лучшие люди России» по представлению Московского Дома ветеранов войн и Вооружённых Сил[11]